# Ravatit
Ravatit je organski mineral s kemijsko formulo C14H10 (fenantren).  Njegova nahajališča so v skladih tlečega premoga, če temperatura ne preseže  50-60 ºC.  Odkrili so ga leta 1993 pri vasi Rivat, 100 km severno od Dušanbeja v Tadžikistanu, po kateri je dobil ime.
Ravatit se pojavlja v tankih nepravilnih ploščicah, nekaj milimetrov velikih polikristalih, redkeje tudi v monokristalih, ali manj kot milimeter debeli skorji.
Mineral v UV svetlobi rumeno-belo fluorescira.